# فریزینگتون
فریزینگتون (به انگلیسی: Frizington) یک منطقهٔ مسکونی در بریتانیا است که در Arlecdon and Frizington واقع شده‌است. فریزینگتون ۳٬۶۰۷ نفر جمعیت دارد.